# Міхаель Гадшіфф
Міхаель Гадшіфф  (нім. Michael Hadschieff, 5 жовтня 1963) — австрійський ковзаняр, олімпійський медаліст.

## Виступи на Олімпіадах
| Олімпіада        | Дисципліна | Місце |
| ---------------- | ---------- | ----- |
| Сараєво 1984     | 500 м      | 32    |
| Сараєво 1984     | 1000 м     | 22    |
| Сараєво 1984     | 1500 м     | 20    |
| Сараєво 1984     | 5000 м     | 13    |
| Сараєво 1984     | 10 000 м   | 5     |
| Калгарі 1988     | 500 м      | 26    |
| Калгарі 1988     | 1000 м     | 6     |
| Калгарі 1988     | 1500 м     | 3     |
| Калгарі 1988     | 5000 м     | 5     |
| Калгарі 1988     | 10 000 м   | 2     |
| Альбервіль 1992  | 1000 м     | 24    |
| Альбервіль 1992  | 1500 м     | 14    |
| Альбервіль 1992  | 5000 м     | 10    |
| Альбервіль 1992  | 10 000 м   | 6     |
| Ліллехаммер 1994 | 1500 м     | 17    |
| Ліллехаммер 1994 | 5000 м     | 9     |
| Ліллехаммер 1994 | 10 000 м   | 9     |

## Зовнішні посилання
- Досьє на sport.references.com [Архівовано 31 грудня 2008 у Wayback Machine.]

1. ↑  SpeedSkatingNews.info
2. ↑  SpeedSkatingStats